# Mondo Sommerso
Mondo Sommerso fu una rivista mensile di genere subacqueo il cui primo numero è stato pubblicato nel 1959, editore era Goffredo Lombardo, direttore Alessandro Olschki.
È stata la prima rivista del settore, a cui hanno collaborato i pionieri dell'attività subacquea quali: i suddetti Goffredo Lombardo e Alessandro Olschki, Gianni Roghi, Maurizio Sarra, Jacques-Yves Cousteau, Jacques Mayol, Folco Quilici, Bruno Vailati, Raimondo Bucher, Enzo Maiorca ecc., ed è quella che ha contribuito a promuovere e diffondere in Italia la pratica delle attività subacquee. 
Nel 2023, grazie all'impegno dell'associazione ambientalista 5 Terre Academy torna disponibile con il nome di "IL Mondo Sommerso" come annuale raccogliendone l'eredità morale e molte delle storiche firme dell'ultimo periodo.
Direttore responsabile è Leonardo D'Imporzano, coordinatore di redazione Romano Barluzzi, tra le firme anche i professori Ferdinando Boero, Roberto Danovaro, Cinzia Corinaldesi, David Scaradozzi il ricercatore Sandro Carniel l'on. Matteo Perego di Cremnago.
La rivista è patrocinata da l'Accademia Internazionale di Scienze e Tecniche Subacquee